# Brigada lui Ionuț
Brigada lui Ionuț este un film românesc din 1954 regizat de Jean Mihail. Rolurile principale au fost interpretate de actorii Emanoil Petruț, Gheorghe Câmpeanu, Ion Ciprian.

## Prezentare
Filmul, cu scenariu de Mihail Leonard, tratează subiectul sporirii productivității muncii, prin crearea unui încărcător care ușurează munca în abataje, însă un inginer de tip vechi și părtașii lui infami sabotează în diferite moduri invenția, inclusiv prin surparea abatajului în care muncea brigada fruntașă. Însă eroul Ionuț nu renunță, și cu ajutorul organizației de partid și forța colectivului, invenția este implementată.

## Distribuție
Distribuția filmului este alcătuită din:
- Eugenia Gorea — Eliza
- Radu Dunăreanu — Mircea
- Elena Aramă — Aneta
- Valentina Cios — Măriuca
- Dem Savu — Simion
- Ion Ciprian — Petre
- A. Pop-Marțian — Apolzan
- Emanoil Petruț — Ionuț Baciu
- George Manu
- Ștefan Ciobotărașu
- Doina Șerban — Irina Savu
- Victorița Dinu — Anca
- Iarodora Nigrim — Elena
- Ion Enache — Gabor
- Emil Liptac — Ing. Hodoș
- Nelly Coman — Stanca Baciu
- Jules Cazaban — Ing. Panait
- Nicolae Sireteanu — Ing. Mavrodin
- George Calboreanu — Maistrul Oprea
- Vasile Huzum — Mikloș
- Gheorghe Soare — Huțanu
- Sanda Dinu — Secretara lui Panait
- Radu Dumitriu — Fătu
- Suzana Holban — Sanda
- Gheorghe Câmpeanu — Vârtosu
- Puica Stănescu — Elena Savu
- Veronica Verbitschi — Infirmiera
- N. Neamțu Ottonel — Gherase Baciu
- Constantin Ramadan — Geza-baci
- Nana Ianculescu — Ioana Hodoș
- Maria Gheorghiu-Săniuța — Secretara directorului
- Cornel Gîrbea — Neagu
- Titus Lapteș — Trifu

## Primire
Filmul a fost vizionat de 525.457 de spectatori în cinematografele din România, după cum atestă o situație a numărului de spectatori înregistrat de filmele românești de la data premierei și până la data de 31 decembrie 2014 alcătuită de Centrul Național al Cinematografiei.